# Етапна розробка родовищ
Етапна розробка родовищ (рос.этапная разработка месторождений, англ. mining in stages; нім. stufenweise Gewinnung f der Lagerstätten f pl) — порядок гірничих робіт, при якому ними охоплюється не все кар'єрне (шахтне) поле відразу, а почергово (поетапно) його частини.
Етапна розробка родовищ застосовується як при відкритій, так і при підземній розробці родовищ.
Інколи, відкрита розробка (перший етап) поєднується з подальшою підземною (шахтною) розробкою родовища (другий етап).
Етапна розробка родовищ дозволяє суттєво підвищити ефективність розробки родовищ корисних копалин.